# Valjevka
Valjevka o también Švestka Valjevka es una variedad cultivar de ciruelo (Prunus domestica), de las denominadas ciruelas europeas.
Una variedad de ciruela que se creó en 1959 en el "Instituto de Fruticultura de Čačak", en Yugoslavia (hoy Serbia). Las frutas tienen un tamaño mediano, con la piel color azul oscuro recubierta de pruina, espesa, violácea, sutura con línea poco visible, de color algo más oscuro que el fruto, y pulpa color verdoso, textura de firmeza media, jugo medio alto, y sabor con buen aroma, alto contenido en azúcar.

## Sinonimia
- "Čačanská Valjevka",
- "Švestka Valjevka".

## Historia
'Valjevka' variedad de ciruela que se creó en 1959 en el "Instituto de Fruticultura de Čačak", Yugoslavia (hoy Serbia), mediante el cruce de 'Agen 707' como "Parental Madre" x el polen de 'Stanley' como "Parental Padre". Fue creada por el equipo formado por el Dr. Dobrivoje Ogašanović, Vojin Bugarčić, BSc. en agricultura, la Dra. Ljubica Janda, Dra. Milojko Rankovic y el Dr. Staniša A. Paunović.
Evaluado como 1/6ZD. Entró en circuitos comerciales en 1985. La variedad se utiliza ampliamente en la fruticultura comercial.

'Valjevka' Se usa comercialmente porque tiene un buen rendimiento y los frutos son fáciles de transportar, también es tolerante a la sharka (una infestación viral que conduce a la muerte de toda la planta).

## Características
'Valjevka' árbol de porte de crecimiento suelto, medio fuerte. La floración se considera relativamente temprana. La variedad se considera autofértil y sirve como buen donante de polen. Flor blanca, que tiene un tiempo de floración que comienza a partir del 14 de abril con el 10% de floración, para el 17 de abril tiene una floración completa (80%), y para el 30 de mayo tiene un 90% de caída de pétalos.
'Valjevka' tiene una talla de tamaño mediano de forma oblongo ovalados, con un peso promedio de 30 a 35 g; epidermis tiene una piel azul oscuro recubierta de pruina, espesa, violácea, sutura con línea poco visible, de color algo más oscuro que el fruto; pedúnculo de longitud medio, grosor medio, leñoso, con escudete muy marcado, muy pubescente, con la cavidad del pedúnculo estrecha, poco profunda, rebajada en la sutura y más levemente en el lado opuesto; pulpa de color verdoso, textura de firmeza media, jugo medio alto, y sabor con buen aroma, alto contenido en azúcar (23 ºBrix).
Hueso con buenas propiedades de deshuesado, grande, alargado, asimétrico, con el surco dorsal muy ancho y profundo, los laterales más superficiales, zona ventral poco sobresaliente, superficie rugosa.
Su tiempo de maduración varía según la región y las condiciones climáticas, y corresponde aproximadamente a principios de septiembre. Los frutos se vuelven azules hasta 14 días antes de estar completamente maduros, con un alto rendimiento, y un fácil transporte.

## Usos
Se usa comúnmente como postre fresco de mesa, buena ciruela para producir ciruelas pasas de gran calidad, un 65 % más grandes que la 'Požegača'. Con una cantidad de 3,3 kg de ciruelas frescas se obtiene 1 kg de ciruelas pasas.

## Cultivo
Variedad cultivada principalmente en Serbia y Alemania.

## Características y precauciones
Moderadamente susceptible al agente causal de la mancha roja de la hoja (Polystigma rubrum Pers.) y la roya de la ciruela (Puccinia pruni spinosae Diet.). Susceptible al agente causal de la pudrición de las flores (Monilinia laxa Aderh et Ruhl . ) y relativamente resistente a la pudrición del fruto.
Tolerante al virus Plum pox (Sharka), no deja síntomas en las frutas.